# Weekly Shōnen Jump
Weekly Shōnen Jump (週刊少年ジャンプ, Shūkan Shōnen Janpu), fréquemment abrégé en Shōnen Jump, est un magazine de prépublication de mangas hebdomadaire de type shōnen créé par l’éditeur Shūeisha le 11 juillet 1968 et toujours en cours de publication. Il fit partie de la gamme de presse « Jump » de l’éditeur, celle-ci étant destinée à un public masculin de tous âges. Le Shōnen Jump réalise un tirage historique à 6,53 millions d'exemplaires en 1994. Le magazine est mondialement connu pour ses séries comme Dragon Ball, JoJo's Bizarre Adventure, One Piece, Hunter × Hunter, Naruto, Bleach ou encore Demon Slayer.
La rédaction du Shōnen Jump organise trois prix : le Prix Tezuka consacré aux récits à intrigues, le Prix Akatsuka pour les récits comiques et le Jump New World Manga Award décerné tous les mois.
Depuis 2014, le magazine dispose de sa propre plateforme de lecture en ligne, le Shōnen Jump+. Fin janvier 2019, une version internationale en anglais de la plateforme est sortie sous le nom de Manga Plus.

## Histoire

La « Tête de pirate », emblème du Weekly Shōnen Jump et de la collection Jump Comics.

Créé par Tadasu Nagano, Yūsuke Nakano, Shigeo Nishimura et Tsuneo Katō, le Shōnen Jump est lancé le 11 juillet 1968 par l’éditeur Shūeisha. Le magazine était à l'origine un bimensuel destiné aux jeunes et adolescents masculins. Jusqu'en avril 1969, il parut en alternance avec le bimensuel Shōnen Book (en), magazine de shōnen manga fondé en 1958 qui, à cette époque, était le concurrent des magazines Weekly Shōnen Magazine et Weekly Shōnen Sunday des éditeurs Kōdansha et Shōgakukan.
Le 10 octobre 1969, la rédaction met en vente le premier numéro du Shōnen Jump hebdomadaire (numéro du 3 novembre).
Pour son vingtième numéro, il fusionne avec le Shōnen Book et devient hebdomadaire sous le titre Weekly Shōnen Jump.

### Esprit du magazine
Selon les dires du rédacteur en chef Hiroki Gotô du Shōnen Jump de 1986 à 1993, les questionnaires (enquête auprès des lecteurs) leur donna des informations essentielles sur l'état d'esprit des lecteurs japonais. De ce fait, une liste de trente mots parmi lesquels les lecteurs devaient choisir ceux correspondant le mieux à des catégories telles que " le mot qui me réchauffe le cœur", " le mot le plus important pour moi " ou encore " le mot qui me rend le plus heureux " a été créée. Les mots qui obtinrent la première place furent :
1. le mot qui me réchauffe le cœur : amitié
2. le mot le plus important pour moi : effort
3. le mot qui me rend le plus heureux : victoire

Ces trois mots donnèrent ainsi naissance aux trois grands piliers de l'orientation éditoriale du Weekly Shōnen Jump.

### Taux de publication
Le Weekly Shōnen Jump est le magazine de prépublication de manga le plus vendu au Japon toutes catégories confondues. Après une courte période qui lui permit d'atteindre le million d'exemplaires publiés par numéro, le magazine connut une première décennie à la croissance faible et atteint les 2 millions d'exemplaires à la fin des années 1970. Cependant, grâce à un système d'enquêtes et de sondages, le magazine put coller au plus près des désirs de son public et commença ainsi à connaître le succès.
Le magazine connaît son plus fort taux de publication au cours de l'année 1995 avec plus de 6,5 millions d'exemplaires vendu pour le numéro du nouvel an avant une chute fulgurante de ses ventes entre 1996 et 1997, en partie dû à la fin de deux séries phares de l'époque : Slam Dunk et Dragon Ball.
En mars 2020, le Weekly Shōnen Jump réalise un tirage en dessous de 1,6 million d'exemplaires,. Le tirage du magazine continue de reculer au cours de l'année, s'étant écoulé à 1 516 818 exemplaires de juillet à septembre 2020, puis à 1 475 000 copies d'octobre à décembre 2020.
| Année / période               | Tirage hebdomadaire | Ventes de magazines | Recettes de ventes                     | Prix du numéro |
| ----------------------------- | ------------------- | ------------------- | -------------------------------------- | -------------- |
| 1968                          | 105 000             | 1 050 000           | ¥94 500 000                            | ¥90            |
| 1969                          | 240 000             | 6 240 000           | ¥561 600 000                           | ¥90            |
| 1971                          | 1 158 000           | 60 216 000          | ¥2 709 720 000                         | ¥90            |
| 1974                          | 1 650 000           | 85 800 000          | ¥8 580 000 000                         | ¥100           |
| 1977                          | 1 880 000           | 97 760 000          | ¥14 664 000 000                        | ¥150           |
| 1978                          | 2 100 000           | 109 200 000         | ¥18 564 000 000                        | ¥170           |
| 1979                          | 2 800 000           | 145 600 000         | ¥24 752 000 000                        | ¥170           |
| 1980                          | 3 045 000           | 158 340 000         | ¥26 917 800 000                        | ¥170           |
| 1981                          | 3 080 000           | 160 160 000         | ¥27 227 200 000                        | ¥170           |
| 1982                          | 3 420 000           | 177 840 000         | ¥30 232 800 000                        | ¥170           |
| 1983                          | 3 710 000           | 192 920 000         | ¥34 725 600 000                        | ¥180           |
| 1984                          | 3 900 000           | 202 800 000         | ¥36 504 000 000                        | ¥180           |
| 1985                          | 4 500 000           | 234 000 000         | ¥42 120 000 000                        | ¥180           |
| 1986                          | 4 355 000           | 226 460 000         | ¥40 762 800 000                        | ¥180           |
| 1987                          | 4 500 000           | 234 000 000         | ¥42 120 000 000                        | ¥180           |
| 1988                          | 4 850 000           | 252 200 000         | ¥45 396 000 000                        | ¥180           |
| 1989                          | 5 000 000           | 260 000 000         | ¥46 800 000 000                        | ¥180           |
| 1990                          | 5 300 000           | 275 600 000         | ¥49 608 000 000                        | ¥180           |
| 1991                          | 6 020 000           | 313 040 000         | ¥56 347 200 000                        | ¥180           |
| 1992                          | 6 180 000           | 321 360 000         | ¥61 058 400 000                        | ¥190           |
| 1993                          | 6 380 000           | 331 760 000         | ¥63 034 400 000                        | ¥190           |
| 1994                          | 6 480 000           | 336 960 000         | ¥70 761 600 000                        | ¥210           |
| 1995                          | 6 530 000           | 339 560 000         | ¥71 307 600 000                        | ¥210           |
| 1996                          | 5 880 000           | 305 760 000         | ¥64 209 600 000                        | ¥210           |
| 1997                          | 4 050 000           | 210 600 000         | ¥44 226 000 000                        | ¥210           |
| 1998                          | 3 600 000           | 187 200 000         | ¥39 312 000 000                        | ¥210           |
| 1999                          | 3 630 000           | 188 760 000         | ¥39 639 600 000                        | ¥210           |
| 2000                          | 3 630 000           | 188 160 000         | ¥39 639 600 000                        | ¥210           |
| 2001                          | 3 400 000           | 176 800 000         | ¥37 128 000 000                        | ¥210           |
| 2002                          | 3 200 000           | 166 400 000         | ¥34 944 000 000                        | ¥210           |
| 2003                          | 3 000 000           | 156 000 000         | ¥32 760 000 000                        | ¥210           |
| 2004                          | 3 000 000           | 156 000 000         | ¥32 760 000 000                        | ¥210           |
| 2005                          | 2 950 000           | 153 400 000         | ¥36 816 000 000                        | ¥240           |
| 2006                          | 2 953 750           | 153 595 000         | ¥36 862 800 000                        | ¥240           |
| 2007                          | 2 778 750           | 144 495 000         | ¥34 678 800 000                        | ¥240           |
| Janvier 2008 - Septembre 2008 | 2 788 334           | 108 745 026         | ¥26 098 806 240                        | ¥240           |
| Octobre 2008 - Septembre 2009 | 2 809 362           | 146 086 824         | ¥35 060 837 760                        | ¥240           |
| Octobre 2009 - Septembre 2010 | 2 876 459           | 149 575 868         | ¥35 898 208 320                        | ¥240           |
| Octobre 2010 - Septembre 2011 | 2 890 000           | 150 280 000         | ¥36 067 837 760                        | ¥240           |
| Octobre 2011 - Septembre 2012 | 2 838 000           | 147 576 000         | ¥35 418 240 000                        | ¥240           |
| Octobre 2012 - Septembre 2013 | 2 812 041           | 146 226 132         | ¥36 556 533 000                        | ¥250           |
| Octobre 2013 - Septembre 2014 | 2 701 042           | 140 454 184         | ¥35 113 546 000                        | ¥250           |
| Octobre 2014 - Septembre 2015 | 2 449 792           | 127 389 184         | ¥33 121 187 840                        | ¥260           |
| Octobre 2015 - Septembre 2016 | 2 220 000           | 115 440 000         | ¥30 014 400 000                        | ¥260           |
| Octobre 2016 - Septembre 2017 | 1 903 542           | 98 984 184          | ¥25 735 887 840                        | ¥260           |
| Octobre 2017 - Septembre 2018 | 1 773 125           | 92 202 500          | ¥23 972 650 000                        | ¥260           |
| Octobre 2018 - Septembre 2019 | 1 670 245           | 86 852 740          | ¥22 581 712 400                        | ¥260           |
| Octobre 2019 - Septembre 2020 | 1 556 956           | 80 961 712          | ¥21 859 662 240                        | ¥270           |
| Octobre 2020 - Septembre 2021 | 1 421 712           | 73 929 024          | ¥19 960 836 480                        | ¥270           |
| Total                         | 1 320 012 776       | 7 794 630 137       | ¥1 705 285 328 120 (13,32 milliards €) | ¥253           |

### Shōnen Jump+etManga Plus
Le 22 septembre 2014, l'application mobile et le site web Shōnen Jump+ ont été lancés au Japon. Il vend des versions numériques du magazine Weekly Shōnen Jump, en même temps que sa sortie imprimée, et des volumes tankōbon individuels d'anciennes et actuelles séries du magazine. Cependant, il contient également de grands échantillons de manga qui peuvent être lus gratuitement. Il existe également des séries publiées exclusivement sur l'application qui peuvent être destinées aux femmes. Ces séries exclusives sont ensuite publiées dans des volumes tankōbon imprimés sous la marque Jump Comics+.
Le 28 janvier 2019, Shūeisha a lancé la version internationale en anglais du Shōnen Jump+, intitulée Manga Plus. Il est disponible gratuitement dans tous les pays sauf la Chine et la Corée du Sud, qui ont leurs propres services distincts. Une version en espagnol a été lancée en février 2019 et possède une bibliothèque de contenus différente. Comme l'application japonaise, elle contient de grands échantillons de mangas qui peuvent être lus gratuitement, y compris tous les titres actuels du Weekly Shōnen Jump, un nombre important de titres du Shōnen Jump+ et certains titres du Jump Square. Cependant, contrairement à la version japonaise ; les derniers chapitres de mangas actuellement publiés dans le Weekly Shōnen Jump sont disponibles gratuitement pour une durée limitée et l'application ne vendent pas de contenu.

## Publication
Comme son nom l’indique, Weekly Shōnen Jump est un magazine hebdomadaire. Un nouveau numéro est mis en vente chaque lundi. Quatre fois par an, le magazine est en pause (deux pauses pour le Nouvel An, une pour la Golden Week en mai et une pour O-Bon en août). Les numéros précédent ces pauses ont une double numérotation ce qui fait que bien qu’il n’y ait que 48 numéros par an, ceux-ci sont numérotés jusqu’à 52. Les doubles numéros du nouvel an existent depuis la parution hebdomadaire du magazine, la pause de la Golden Week fut instaurée en 1990 et celle d’Obon en 1991. Au départ composé d'une douzaine de séries par numéro, leur nombre a progressivement augmenté. De nos jours un numéro du magazine comprend 20 séries en moyenne.
Comme pour la majorité des magazines de prépublication hebdomadaire, chaque série se compose d’un chapitre de 19 pages. Le premier et deuxième chapitre d’une série sont plus longs et font respectivement 60 et 23 pages. Chaque numéro comporte aussi 3 ou 4 séries dont la première page est en couleur. C’est une décision de l’éditeur pour récompenser une série ou fêter un événement (anniversaire, animé, sondage de popularité des personnages…). Certains numéros comportent également des one shots de la taille d'un premier chapitre. La plupart des séries ont fait l’objet d’un one shot au préalable, soit dans le magazine directement soit dans un magazine dérivé. En particulier, chaque année en août depuis 2004, le magazine organise une compétition pour les mangakas débutants appelée la coupe d'or de l'avenir (金未来杯, Golden futur cup). Les mangakas concourants publient un one shot chacun, le vainqueur aura son one shot prépublié dans le magazine l'année suivante. Nura : Le Seigneur des Yokaï et Beelzebub gagnèrent la coupe respectivement en 2007 et 2008.
La politique de publication de Shueisha concernant les prépublications dans Weekly Shōnen Jump est avant tout basée sur leur popularité. En effet, chaque numéro contient un bulletin de sondage et les lecteurs sont invités à indiquer quels ont été leurs chapitres préférés du numéro. L'éditeur n’hésite pas à arrêter brusquement une série si peu de lecteurs votent pour elle. Au contraire les séries montrant des signes d’intérêt seront mises en valeur (pages couleurs, couverture, poster…). Même si le mécanisme exact n'est pas connu, les résultats de ces sondages sont plus ou moins indiqués par la position dans le magazine ; les séries populaires se trouvant au début tandis que les séries menacées d'arrêt sont à la fin. Les fans regardent donc la position des différentes séries dans la table des matières (souvent abrégé en TOC en anglais) afin de prévoir l'avenir des séries.

## Numéros spéciaux duWeekly Shōnen Jump

### Shōnen Jump NEXT!
Shōnen Jump NEXT! (少年ジャンプNEXT!, Shōnen janpu nekusuto) était un magazine bimestriel « hors-série » japonais lié au Weekly Shōnen Jump, paru de 2010 à 2016. À l'origine, il paraissait trois fois par an (printemps, été et hiver). Créé parallèlement au Shōnen Jump, alors bimensuel, afin de combler la période de temps trop importante due à la non-publication du magazine classique lors des vacances d'hiver, il était à l’origine simplement nommé Weekly Shōnen Jump SPRING SPECIAL (ou SUMMER SPECIAL, FALL SPECIAL ou WINTER SPECIAL en fonction de la saison).
Ce n’est que pour son numéro d’hiver paru à la fin de l'année 1996 qu’il devient un magazine à part entière sous le nom Akamaru Jump (赤マルジャンプ, Akamaru janpu, litt. Cercle rouge Jump), avant de devenir pour son édition du printemps 2010 Shōnen Jump NEXT!. La sortie du magazine se fait généralement à la place du Weekly Shōnen Jump les semaines où celui-ci ne paraît pas : la Semaine d’or au printemps, le Hachigatsu Bon en été et le nouvel an en hiver.
Sa ligne éditoriale est avant tout basée sur des récits courts, généralement entre 20 et 40 pages, ne se présentant pas sous la forme d’un feuilleton contrairement à son « grand frère ». Ce sont donc essentiellement des épisodes spéciaux des récits les plus populaires du Weekly Shōnen Jump ou des récits inédits en stand-alone qui paraissent au sein du magazine. Ces derniers sont en réalité des pilotes dont le potentiel de popularité est testé par ce biais, certains d’entre eux deviennent par la suite des séries dans le Weekly Shōnen Jump, le Jump SQ ou d'autres magazines de la collection Jump Comics. En raison d’une parution de plus en plus épisodique, la série Bastard !! y a été prépubliée quelque temps. Parmi les pilotes devenus des séries et, parallèlement, publiés dans des recueils ou des guide books, on peut compter plusieurs versions de Romance Dawn (pilotes de One Piece), Naruto, Bleach, Eyeshield 21, etc. Il est remplacé par le Jump GIGA depuis juillet 2016.

### Autres hors-séries
Une édition spéciale nommée Jump Vs est sortie le 22 mars 2013. Ce magazine contient douze one shot, des posters signés Takeshi Obata et Akira Amano ainsi qu'une double interview entre Mitsutoshi Shimabukuro, auteur de Toriko, et Masashi Kishimoto, auteur de Naruto.

## En dehors du Japon
Contrairement à la version japonaise, les Jump publiés à l'étranger sont mensuels.

### Amérique du Nord

#### Shonen Jump
Créée en 2002 en collaboration avec Viz Media, la version américaine est sortie pour la première fois en janvier 2003 et fut instantanément le magazine de bandes dessinées le plus vendu du moment dans le pays.
La liste des titres paraissant dans cette version inclut Yu-Gi-Oh!, Yū Yū Hakusho, One Piece, Naruto, Shaman King et Sand Land. Dans le numéro de janvier 2004, Sand Land arriva à sa conclusion et fut remplacé par Hikaru no Go. Dragon Ball fut interrompu au mois d'avril 2005, pour être conclu en août 2006 par un dernier chapitre.
Le dernier numéro est sorti en avril 2012.

#### Weekly Shonen Jump
En remplacement du Shonen Jump, VIZ Media publie depuis le 30 janvier 2012 un webzine nommé Weekly Shonen Jump Alpha. Ce magazine en édition numérique publie les mangas les plus populaires du Weekly Shōnen Jump, comme One Piece, Naruto, Bleach, My Hero Academia ou encore Toriko, mais aussi des mangas du Jump Square comme Blue Exorcist et du V Jump comme Yu-Gi-Oh! Zexal.
Le 21 janvier 2013, le magazine a été renommé en Weekly Shonen Jump et a commencé à publier simultanément les chapitres des éditions japonaises du Weekly Shōnen Jump.
En août 2014, une nouvelle initiative nommée « Jump Start » a été annoncée : toutes les nouvelles séries qui font leurs débuts dans l'édition japonaise du magazine auront leurs trois premiers chapitres publiés dans la version anglaise. Une série de facteurs, comprenant la poursuite de la publication de la série au Japon et la réception du public anglophone, aidera ensuite à déterminer si la série est sélectionnée pour une parution complète dans le magazine anglais.
Le 7 décembre 2018, VIZ Media a révélé qu'elle mettrait fin à la publication du Weekly Shonen Jump dès le 17 décembre 2018 au profit de nouveaux chapitres publiés gratuitement et d'un service d'abonnement permettant d'accéder à son catalogue des anciens chapitres,,.

### Allemagne
Shōnen Jump a été publié en Allemagne entre novembre 2001 et décembre 2005 sous la forme d'un magazine d'anthologie nommé BANZAI!, créé par Carlsen Verlag. BANZAI! a publié Hikaru no Go, Hakuchi One, Naruto, I"s, Hunter × Hunter et Shaman king. Plusieurs autres titres, tels que Yu-Gi-Oh!, Halloweens, Dr Slump, One Piece, Neko Majin, Sand Land, Neko Majin Z, DNA² ont été publiés dans BANZAI!, ainsi qu'un « manga » allemand, Crewman3.

### Suède
Cette version contient Yu-Gi-Oh!, Sand Land, Bleach, Naruto, Shaman King et Kenshin le vagabond. Elle était publiée par Manga Media depuis 2004 cependant, sa distribution a été arrêtée en novembre 2007 à cause d'un trop petit nombre de lecteurs.

### Norvège
L'édition norvégienne de Shōnen Jump est publiée par « Schibsted Forlagene ». Le premier numéro est paru en mars 2005, contenant les mêmes séries que son homologue suédois.

## Liste des séries
Manga à parution irrégulière.
| Titre                                                                                   | Auteur                                             | Première publication |
| --------------------------------------------------------------------------------------- | -------------------------------------------------- | -------------------- |
| Akane-banashi (あかね噺)                                                                | Yūki Suenaga (scénario), Takamasa Moue (dessin)    | 14 février 2022      |
| Astro Royale (願いのアストロ, Negai no Asutoro)                                         | Ken Wakui                                          | 15 avril 2024        |
| Blue Box (アオのハコ, Ao no Hako)                                                       | Kōji Miura                                         | 12 avril 2021        |
| Embers (エンバーズ, Enbāzu)                                                             | Kei Kurumazaki (scénario), Soutarou Nishi (dessin) | 3 février 2025       |
| Hima-Ten! (ひまてん!)                                                                   | Genki Ono                                          | 8 juillet 2024       |
| Hunter × Hunter (ハンター×ハンター)                                                     | Yoshihiro Togashi                                  | 16 mars 1998         |
| Itchi the Witch (魔男のイチ, Madan no Ichi)                                             | Nishi Osamu (scénario), Shiro Usazaki (dessin)     | 9 septembre 2024     |
| Kagurabachi (カグラバチ)                                                                | Takeru Hokazono                                    | 18 septembre 2023    |
| Kill Blue (キルアオ, Kiruao)                                                            | Tadatoshi Fujimaki                                 | 17 avril 2023        |
| Me & Roboco (僕とロボコ, Boku to Roboko)                                                | Shuhei Miyazaki                                    | 6 juillet 2020       |
| Nue's Exorcist (鵺の陰陽師, Nue no Onmyōji)                                             | Kōta Kawae                                         | 15 mai 2023          |
| One Piece (ONE PIECE -ワンピース-)                                                      | Eiichirō Oda                                       | 22 juillet 1997      |
| Ruri Dragon (ルリドラゴン, Ruridoragon)                                                 | Masaoki Shindō                                     | 13 juin 2022         |
| Sakamoto Days (SAKAMOTO DAYS)                                                           | Yūto Suzuki                                        | 21 novembre 2020     |
| Shinobi Undercover (しのびごと, Shinobigoto)                                            | Santa Mitarashi                                    | 16 septembre 2024    |
| Star of Beethoven (Bの星線, B no Seisen)                                                | Morihiro Hayashi                                   | 10 février 2025      |
| Super Psychic Policeman Chojo (超巡! 超条先輩Choujun! Choujo Senpai)                    | Shun Numa                                          | 11 février 2024      |
| Syd Craft : Love is a Mystery (シド・クラフトの最終推理, Shido Kurafuto no Saishū Suir) | Taishi Tsutsui                                     | 18 novembre 2024     |
| The Elusive Samurai (逃げ上手の若君, Nige jōzu no Wakagimi)                             | Yūsei Matsui                                       | 25 janvier 2021      |
| Ultimate Exorcist Kiyoshi (悪祓士のキヨシくん, Ekusoshisuto no Kiyoshi-kun)             | Shōichi Usui                                       | 24 juin 2024         |
| Witch Watch (ウィッチウォッチ)                                                          | Kenta Shinohara                                    | 8 février 2021       |